# Kruishoutem
Kruishoutem ist ein Ortsteil der belgischen Gemeinde Kruisem in der Region Flandern mit 8.086 Einwohnern (Stand 1. Januar 2018). Bis zum 1. Januar 2019 war Kruishoutem eine eigenständige Gemeinde und bestand aus dem Hauptort sowie den Ortsteilen Lozer, Nokere und Wannegem-Lede.
Oudenaarde liegt 7 Kilometer (km) südöstlich, Gent 20 km nordöstlich, Kortrijk 20 km südwestlich und Brüssel etwa 60 km östlich.
Kruishoutem besitzt eine Autobahnabfahrt an der A14/E17.
In Waregem, Deinze, Zingem und Oudenaarde befinden sich die nächsten Regionalbahnhöfe und in Gent halten auch überregionale Schnellzüge.
Bei der französischen Großstadt Lille befindet sich ein Regionalflughafen und nahe der Hauptstadt Brüssel gibt es einen internationalen Flughafen.
Aus der Geschichte ist nur bekannt, dass „Hultheim“ im Jahr 847 zu den Orten gehörte, in denen König Karl II. dem nordfranzösischen Kloster Saint-Amand seinen Besitz bestätigte (Regnum Francorum online D_Charles_II, Nr. 092).

## Töchter und Söhne der Ortschaft
- Mgr Henry Gabriëls (Wannegem-Lede, 6. Oktober 1838) , Rektor in St Joseph’s Seminary in Troy, New York[1] ; bischof von Ogdensburg, New York, bis zu seinem Tod am 23. April 1921; Gründer Gabriels Sanatorium und Stadt Gabriels, New York[2]
- Karel Lodewijk oder Charles Louis Spilthoorn (Kruishoutem 12. Oktober 1804 – Brüssel 12. Dezember 1872), Anwalt in Gent und Aktivist
- Jules Lowie (1913–1960), Radrennfahrer, geboren in Nokere
- Marie-Thérèse Naessens (* 1939), Radrennfahrerin, geboren in Nokere

## Weblinks

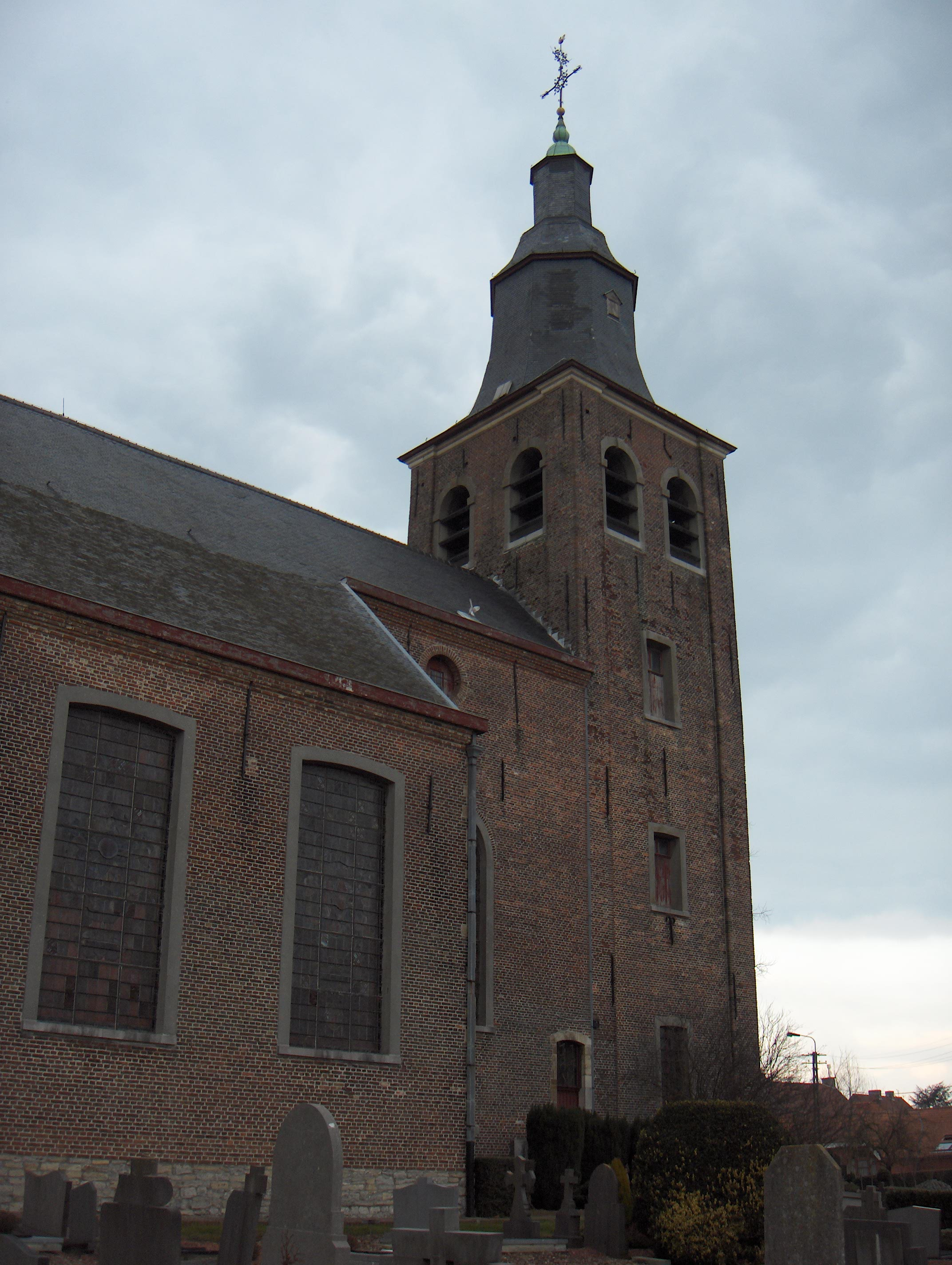
Sint-Machutuskirche in Wannegem-Lede